# Rhamphomyia aquaria
Rhamphomyia aquaria är en tvåvingeart som beskrevs av Bartak 2002. Rhamphomyia aquaria ingår i släktet Rhamphomyia och familjen dansflugor.
Artens utbredningsområde är Arizona. Inga underarter finns listade i Catalogue of Life.